# 比拉里亚甘杰
比拉里亚甘杰（Bilariaganj），是印度北方邦Azamgarh县的一个城镇。总人口11891（2001年）。

## 人口
该地2001年总人口11891人，其中男性6104人，女性5787人；0—6岁人口1859人，其中男976人，女883人；识字率67.14%，其中男性为72.76%，女性为61.22%。